# 内津温泉
内津温泉（うつつおんせん）とは、かつて愛知県春日井市に存在した温泉。既に枯渇している。

## 概要
栄屋旅館という旅館があったが源泉が枯渇し廃業となった。付近は国道19号（内津バイパス）及び愛知県道508号内津勝川線（下街道）が通っており、目の前には内津川が流れている。

## 歴史
昭和4年（1929年）に行なわれた国道19号（下街道）の拡張工事の際に岩の裂け目から鉱泉が発見された。発見当初は温度が低かったこともあり、従業員が湧水として飲用していた。その後、数軒ほど小さな温泉旅館ができたが、湧出量が少なかったため廃業した。

## 所在地
- 愛知県春日井市内津町445